# Trzcianka (gromada w powiecie łowickim)
Trzcianka – dawna gromada, czyli najmniejsza jednostka podziału terytorialnego Polskiej Rzeczypospolitej Ludowej w latach 1954–1972.
Gromady, z gromadzkimi radami narodowymi (GRN) jako organami władzy najniższego stopnia na wsi, funkcjonowały od reformy reorganizującej administrację wiejską przeprowadzonej jesienią 1954 do momentu ich zniesienia z dniem 1 stycznia 1973, tym samym wypierając organizację gminną w latach 1954–1972.
Gromadę Trzcianka siedzibą GRN w Trzciance utworzono – jako jedną z 8759 gromad na obszarze Polski – w powiecie łowickim w woj. łódzkim, na mocy uchwały nr 33/54 WRN w Łodzi z dnia 4 października 1954. W skład jednostki weszły obszary dotychczasowych gromad Bobrowa, Trzcianka i Uchań Górny ze zniesionej gminy Łyszkowice oraz obszar dotychczasowej gromady Kuźmy ze zniesionej gminy Antoniew w tymże powiecie. Dla gromady ustalono 10 członków gromadzkiej rady narodowej.
31 grudnia 1959 z gromady Trzcianka wyłączono wieś Kuźmy – włączając ją do gromady Dmosin w powiecie brzezińskim, oraz wieś Michałów – włączając ją do gromady Nadolna w powiecie brzezińskim, po czym gromadę Trzcianka zniesiono, a jej pozostały obszar (wieś Uchań Górny, wieś, kolonię i parcelę Trzcianka, wieś Bobrowa, wieś Kapera i kolonię Zacisze) włączono do gromady Łyszkowice w powiecie łowickim.